# راولا کوت
راولا کوت (به انگلیسی: Rawalakot) یک منطقهٔ مسکونی در پاکستان است که در ناحیه پونچ واقع شده‌است. راولا کوت ۱٬۰۱۰ کیلومتر مربع مساحت و ۳۷۱٬۰۰ نفر جمعیت دارد و ۱٬۶۳۸ متر بالاتر از سطح دریا واقع شده‌است.